# Altituda
Altituda (lat. altitudo, visina), visina nekog mjesta iznad zadane razine (razine mora, Zemljine površine). Altituda se definira u odnosu na kontekst u kojem se koristi (avijacija, astronomija, geometrija, geografija, geodezija, sport i dr.). Općenito se može definirati kao udaljenost, obično u vertikalnom smjeru, između referentnog datuma i neke točke ili objekta. Referentni datum također često varira ovisno o kontekstu.
Dok altituda označava vertikalnu udaljenost mjerenu u smjeru prema gore, dubina označava vertikalnu udaljenost u smjeru prema dolje.
Razlikujemo nekoliko altituda (indiciranu, apsolutnu, stvarnu, tlačnu). Stvarna altituda odnosi se na elevaciju iznad morske razine (vidi nadmorska visina). Visina je altituda neke udaljenosti iznad određene točke (primjerice visina nekog predmeta). Instrument za mjerenje altitude naziva se altimetar.